# Reichenberg-Gablonz-Tannwalder Eisenbahn
Az A.G. Reichenberg-Gablonz-Tannwalder Eisenbahn (R.G.T.E.) egy államilag garantált helyi érdekű vasútvonal (HÉV) volt a mai Csehország területén. A Reichenberg (ma: Liberec) Gablonz (ma: Jablonec nad Nisou) és Morchenstern (ma: Smržovka) Tannwald (ma: Tanvald) közötti HÉV legfontosabb vonala volt. 1930. január 1-jével államosították és a Csehszlovák Államvasutak (ČSD) része lett.

## Története
A Reichenberg Gablonz közötti vasútvonal építésére a koncessziót 1886. július 1-jén adták ki. A koncesszió egy vasútvonal megépítésére szólt Reichenbergtől Gablonzig egy esetleges leágazással Tannwald felé. Az első szakaszt Reichenberg és Gablonz között 1888. november 26-án nyitották meg. 1893. március 15-én az RGTE koncessziót kapott egy szárnyvonal megépítésére Morchensterntól Josefsthalig. A Gablonz–Wiesenthal közötti részt 1894. július 12-én, a teljes vonalat Tannwaldig és a szárnyvonalat pedig 1894. október 10-én nyitották meg.
1902. július 1-jével üzembe helyezték a Tannwald és Grünthal (Reichsgrenze) közötti szakaszt, mely összeköttetést létesített a Szász Államvasutakkal, s megnyitotta az Óriáshegység festői tájait. Ez a 6,652 km hosszú szakasz fogaskerekű volt.
A megnyitás napján a Süd-Norddeutsche Verbindungsbahn (SNDVB), 1902. július 1-jével pedig a kkStB üzemeltette a vasútvonalt.

## Vonalai
- Reichenberg–Gablonz–Tannwald-Schumburg (1888/1894-től)
- Morchenstern–Josefsthal-Maxdorf (1894-től)
- Tannwald-Schumburg–Grünthal (1902-től)

## Mozdonyok és vagonok
A táblázat áttekintést ad az RGTE által beszerzett gőzmozdonyok saját, kkStB és BBÖ valamint a ČSD szerinti besorolásaikról
| A Reichenberg-Gablonz-Tannwalder Eisenbahn mozdonyai | A Reichenberg-Gablonz-Tannwalder Eisenbahn mozdonyai | A Reichenberg-Gablonz-Tannwalder Eisenbahn mozdonyai | A Reichenberg-Gablonz-Tannwalder Eisenbahn mozdonyai | A Reichenberg-Gablonz-Tannwalder Eisenbahn mozdonyai | A Reichenberg-Gablonz-Tannwalder Eisenbahn mozdonyai | A Reichenberg-Gablonz-Tannwalder Eisenbahn mozdonyai | A Reichenberg-Gablonz-Tannwalder Eisenbahn mozdonyai |
| ---------------------------------------------------- | ---------------------------------------------------- | ---------------------------------------------------- | ---------------------------------------------------- | ---------------------------------------------------- | ---------------------------------------------------- | ---------------------------------------------------- | ---------------------------------------------------- |
| RGTE-sorozatszám                                     | Darabszám                                            | Gyártó                                               | Gyártási év                                          | Jelleg                                               | kkStB-szám                                           | ČSD-szám                                             | DR-szám                                              |
| 1G - 2G                                              | 2                                                    | Bécsújhely                                           | 1888                                                 | D n2t                                                | 78.10 - 11                                           | 400.001 - 002                                        | -                                                    |
| 5G - 6G                                              | 2                                                    | Krauss, Linz                                         | 1888                                                 | Ct n2                                                | 293.20 - 21                                          | 300.201 - 202                                        | -                                                    |
| 11G - 15G                                            | 4                                                    | különféle                                            | 1894 - 1909                                          | Cn2t                                                 | 162.24 – 30                                          | 313.424 - 430                                        | 98.12                                                |
| 21G - 23G                                            | 3                                                    | Floridsdorf                                          | 1901                                                 | D1zz-n4t                                             | 169.50 - 52                                          | 404.001 - 003                                        | 97 601 - 603                                         |

## Fordítás
- Ez a szócikk részben vagy egészben  a   Reichenberg-Gablonz-Tannwalder Eisenbahn című német Wikipédia-szócikk fordításán alapul.  Az eredeti cikk szerkesztőit annak laptörténete sorolja fel. Ez a jelzés csupán a megfogalmazás eredetét és a szerzői jogokat jelzi, nem szolgál a cikkben szereplő információk forrásmegjelöléseként.